# Bayou Vista (Teksas)
Bayou Vista – miasto w Stanach Zjednoczonych, w stanie Teksas, w hrabstwie Galveston.